# Mauricio Pastor Daract
 Mauricio Pastor Daract  (San Luis, 29 de marzo de 1855- Buenos Aires, 25 de diciembre de 1915) fue un Ministro de la Corte Suprema de Justicia de Argentina.

## Biografía
Era hijo de Mauricio Daract (padre) y Sofía Barbeito, vinculados estrechamente a la actividad política y económica de la provincia de San Luis. El padre, un opositor a Juan Manuel de Rosas, luego de su caída, actuó en la política de la provincia y la representó en 1862 como senador nacional.
Cursó estudios en Mendoza y luego en la Facultad de Derecho de la Universidad de Buenos Aires, en la cual en 1877 obtuvo el título de abogado con una tesis sobre Donaciones inoficiosas. Volvió a radicarse en su provincia donde se dedicó a la docencia e ingresó en el poder judicial, llegando a miembro del Superior Tribunal de Justicia. Tuvo un papel relevante en la reforma del Código procesal de San Luis en 1883 y fue enviado a Europa por el gobierno provincial para gestionar un préstamo interno. Hacia 1882 contrae matrimonio con Alejandrina Llerena, hija del senador Juan Llerena. En 1892 fue elegido diputado nacional y el presidente Julio A. Roca lo nombró juez de la Corte Suprema de Justicia por decreto del 23 de agosto de 1901 en reemplazo de Juan E. Torrent.
Era reconocido por su conocimiento en profundidad de la jurisprudencia norteamericana en la que se mantenía actualizado. En la Corte tuvo un papel relevante y manifestó su particular pensamiento a través de algunas disidencias notables y en otras unido con Antonio Bermejo, con quien compartió la característica de juez estudioso, apartado de toda estridencia. Permaneció en el cargo hasta su fallecimiento, ocurrido en Buenos Aires el 25 de diciembre de 1915.